# Ametroproctus lamellatus
Ametroproctus lamellatus är en kvalsterart som först beskrevs av Schweizer 1956.  Ametroproctus lamellatus ingår i släktet Ametroproctus och familjen Ametroproctidae. Inga underarter finns listade i Catalogue of Life.